# Мистер Бин на одмору
Мистер Бин на одмору (енгл. Mr. Bean's Holiday) је филмска комедија из 2007. године, режисера Стива Бенделака и сценариста Хамиша Мекола и Робина Дрискола, према причи Сајмона Мекбернија. Филм је базиран према британској телевизијској серији Мистер Бин и представља самостални наставак филма Мистер Бин (1997), а у главним улогама су Роуан Аткинсон, Ема де Кон, Макс Болдри, Вилем Дафо и Карел Роден.
Филм је премијерно приказан 30. марта 2007. године у Уједињеном Краљевству, а у Сједињеним Државама 24. августа исте године. Добио је помешане критике и био је финансијски успешан, са укупном зарадом од 229,7 милиона долара у односу на буџет од 25 милиона долара.

## Радња
Роуан Аткинсон се враћа у лику Мистер Бина — шепртље која ретко проговара и за којом остаје траг комичних и незграпих ситуација. У овом наставку свог изузетно популарног првог филма, Бин води своју не баш паметну, добродушну и физички неспремну личност на одмор на француску Ривијеру и бива увучен у европску авантуру филмских размера. Уморан од суморног, влажног лондонског времена, Мистер Бин пакује свој кофер и камеру да би пошао у Kан где ће уживати у сунцу и плажи. Али путовање не протиче баш глатко као што се надао када неспретни Бин прво доживи низ невоља и несрећних случајности, да би све кулминирало када почне да снима сопствени авангардни филм. Након што га замене за отмичара и прослављеног синеасту, и након што стигне на место на коме је планирао одмор са стармалим сином руског редитеља, направивши пре тога потпуни хаос по унутрашњости Француске, очекује га много објашњавања. Хоћеш ли Бина ухапсити жандармерија, или ће завршити као добитник „Златне палме”? Око камере је све забележило, док је Аткинсон поново употребио своју неспретну атлетску вештину у овој комедији грешке.

## Улоге
| Глумац         | Улога           |
| -------------- | --------------- |
| Роуан Аткинсон | Мистер Бин      |
| Ема де Кон     | Сабина          |
| Макс Болдри    | Степан Дачевски |
| Вилем Дафо     | Карсон Клеј     |
| Карел Роден    | Емил Дачевски   |
| Жан Рошфор     | главни конобар  |